# Надбузька височина
Надбу́зька височина́ — західна частина Волинської височини. Розташована на південному заході Волинської області (у межах Володимирського району). На південному заходу, заході та північному заході межує з долиною річки Західного Бугу (звідси й назва височини), на півночі та сході межує з долиною річки Луги (у нижній та середній течії). З південного сходу примикає до Горохівської височини. 
Висоти — до 250 м. Переважають сільгоспугіддя, ліси (дуб, граб, сосна) збереглись невеликими острівцями. У межах Надбузької височини розташоване місто Нововолинськ.